# Liste der Monuments historiques in Rouvignies
Die Liste der Monuments historiques in Rouvignies führt die Monuments historiques in der französischen Gemeinde Rouvignies auf.

## Liste der Objekte
| Bezeichnung    | Beschreibung          | Standort       | Kennzeichnung | Schutzstatus | Datum | Bild |
| -------------- | --------------------- | -------------- | ------------- | ------------ | ----- | ---- |
| Skulptur Pietà | Holz, 17. Jahrhundert | in der Kapelle | PM59006304    | Inscrit      | 1986  |      |